# Turvasu
Para una de las cinco razas arias, consulte Turvashas.
En el Rig-veda (el texto más antiguo de la India, de mediados del II milenio a. C.) Turvá, Turvasha o Turvasu era el heroico ancestro de la raza aria. Es nombrado junto con Iadu, siempre en caso dual: «Turváśā-Iádū» (‘Turvá y Iadu’) por ejemplo en el Rig-veda 4, 30, 17).
- turvaśa o turvasu, en el sistema AITS (alfabeto internacional para la transliteración del sánscrito).[1]
- तुर्वश o तुर्वसु, en escritura devanagari del sánscrito.[1]
- Pronunciación: /turvásha/ o /turvásu/.[1]
- Etimología: del verbo sánscrito turv: ‘subyugar, vencer, dominar, exceder, aventajar’ o ‘ayudar a subyugar, ayudar a vencer, salvar’.[1]

En plural (Turvasha) significa ‘la raza de Turvá’.
En el Majabhárata (texto épico-religioso del siglo III a. C.) será llamado Turvasu y se lo convertirá en hijo del rey Iaiati con Devaiani, y hermano de Iadu